# Torneio Leonino Caiado de Futebol de 1975
O Torneio Leonino Caiado de Futebol de 1975 foi a terceira edição desta competição amistosa de futebol disputada na cidade de Goiânia. Foi a única a contar com uma equipe internacional (Seleção Argentina), por isso esta edição também ficou conhecida como Torneio Quadrangular Internacional de Goiás.
Foi neste torneio que foi inaugurado o sistema de refletores do Estádio Serra Dourada.

## Equipes Participantes
- Flamengo
- Seleção Goiana de Futebol
- Palmeiras
- Argentina[nota 1]

## Ficha Técnica das Partidas

### Semi-finais
| 12 de março de 1975 | Palmeiras             | 2–1           | Seleção do Interior da Argentina | Estádio Serra Dourada, Goiânia, Goiás |
| 20h00min            | Ronaldo 13' · Nei 72' | Ficha Técnica | Ardilles 62' (pen)               | Árbitro: Romualdo Arppi Filho         |

| PALMEIRAS: Leão, Eurico, Luís Pereira, Alfredo e Édson; Dudu (Jair Gonçalves) e Ademir da Guia; Edu, Leivinha (Zé Mário), Ronaldo (Fedato) e Nei. | SELEÇÃO DO INTERIOR DA ARGENTINA: Quiroga, Ocaño, Galván, Cardenas e Pavón; Oviedo (Ludueña) e Ardilles; Arroyo (Villa), Valencia, Palacios (Gúzman) e Alderete. |

| 12 de março de 1975 | Seleção Goiana de Futebol | 0–3           | Flamengo                        | Estádio Serra Dourada, Goiânia, Goiás           |
| 22h00min            |                           | Ficha Técnica | Édson 4' · Zico 29' · Doval 72' | Público: 70,518 Árbitro: Urias Crescente Junior |

| SELEÇÃO DE GOIÁS: Nilson, Lúcio Frasson, Macalé, Alexandre e Lula; Matinha (Carlos Alberto) e Tuíra; Fernandinho, Paghetti (Lucinho), Lincoln (Maurício) e Piorra. | FLAMENGO: Renato, Junior, Jaime, Luís Carlos e Rodrigues Neto; Liminha e Geraldo; Paulinho, Zico (Ivanir), Doval e Édson (Luís Paulo). |

### Disputa pelo 3º Lugar
| 16 de março de 1975 | Seleção Goiana de Futebol | 0–1           | Seleção do Interior da Argentina | Estádio Serra Dourada, Goiânia, Goiás |
| 16h00min            |                           | Ficha Técnica | Arroyo 43'                       | Árbitro: Oscar Scolfaro               |

| SELEÇÃO DE GOIÁS: Nilson, Lúcio Frasson, Macalé, Alexandre e Lula (Jota Alves); Matinha e Tuíra; Fernandinho, Lincoln (Maurício), Lucinho e Piorra (Raimundinho). | SELEÇÃO DO INTERIOR DA ARGENTINA: Quiroga, Ocaño (Ludueña), Galván, Cardenas e Pavón; Oviedo e Ardilles; Arroyo, Valencia (Castro), Gúzman (Villa) e Alderete. |

### Final
| 16 de março de 1975 | Flamengo     | 1–0           | Palmeiras | Estádio Serra Dourada, Goiânia, Goiás                                     |
| 18h00min            | Paulinho 15' | Ficha Técnica |           | Público: 61,235 Renda: Cr$ 654.424,00 Árbitro: José Pereira Sobrinho (GO) |

| Flamengo | Palmeiras |

| FLAMENGO:     |    |                      |     |    |
|               |    |                      |     |    |
| G             | 1  | Renato               |     |    |
| LD            | '  | Júnior               |     | a' |
| Z             | '  | Jayme de Almeida     |     |    |
| Z             | '  | Luís Carlos          |     |    |
| LE            | '  | Rodrigues Neto       |     |    |
| M             | '  | Liminha              |     |    |
| M             | '  | Geraldo Assoviador   | 75' |    |
| M             | 10 | Zico                 |     |    |
| A             | '  | Paulinho             |     |    |
| A             | '  | Doval                |     | b' |
| A             | '  | Luís Paulo           |     | c' |
| Substituição: |    |                      |     |    |
| LD            | '  | Vanderlei Luxemburgo | a'  |    |
| M             | '  | Léo                  | c'  |    |
| A             | '  | Ivanir               | b'  |    |
| Treinador:    |    |                      |     |    |
| Joubert Meira |    |                      |     |    |

| PALMEIRAS:      |   |                  |    |    |
|                 |   |                  |    |    |
| G               | 1 | Leão             |    |    |
| LD              | ' | Eurico           |    |    |
| Z               | ' | Luís Pereira     |    |    |
| Z               | ' | Alfredo Mostarda |    |    |
| LE              | ' | Édson Cegonha    |    |    |
| V               | ' | Jair Gonçalves   |    |    |
| V               | ' | Ademir da Guia   |    |    |
| M               | ' | Edu Bala         |    | a' |
| M               | ' | Leivinha         |    | b' |
| A               | ' | Ronaldo          |    |    |
| A               | ' | Nei              |    |    |
| Substituição:   |   |                  |    |    |
|                 | ' | Mario            | a' |    |
|                 | ' | Fedato           | b' |    |
| Treinador:      |   |                  |    |    |
| Oswaldo Brandão |   |                  |    |    |

## Campeão
| Torneio Leonino Caiado de Futebol de 1975 |
| ----------------------------------------- |
| Flamengo Campeão (1º título)              |